# Koninkrijk Soyo
Het koninkrijk Soyo, oorspronkelijk gespeld als Sonho en uitgesproken als Sonyo, was een historisch koninkrijk aan de monding van de Kongorivier dat in de 17e eeuw onafhankelijk werd en aanzienlijke invloed had op de politiek in het Koninkrijk Kongo tijdens de Kongolese burgeroorlog. Historisch gezien was Soyo belangrijk in de conflicten tussen het koninkrijk Kongo, Portugees Angola en de West-Indische Compagnie.

## Vroege geschiedenis
Soyo was oorspronkelijk een provincie van het koninkrijk Kongo, die zich uitstrekte van de monding van de Kongorivier tot de Lozerivier in het zuiden, en ongeveer 100 kilometer landinwaarts. Het was al een administratieve eenheid waarvan de heerser of gouverneur de titel mwene Soyo of "heer van Soyo" droeg toen de Portugezen in 1482 arriveerden. De heerser was de eerste Kongo-heer die werd gedoopt na het arriveren van christelijke missionarissen in 1491.
In de 16e eeuw werd Soyo meestal geregeerd door een lid van de koninklijke familie van Kongo, vermoedelijk benoemd door de koning en met een beperkte ambtstermijn. De heerser ten tijde van de komst van de Portugezen, gedoopt als Manuel, zou de oom van de regerende koning zijn geweest. Binnen het toezicht van Kongo mocht Soyo uitbreiden en andere gebieden onder koninklijk gezag veroveren. Zo stond Nzinga a Nkuwu, de regerende koning van Kongo in 1491, de uitbreiding van het grondgebied van Soyo toe na de doop van de heerser. Hierdoor kon Soyo verschillende subprovincies controleren, waaronder Pambala, Kimi en Tubii langs de Kongorivier, en Lovata (onder andere) langs de Atlantische kust.
De haven van Mpinda in Soyo, gelegen nabij de monding van de Kongorivier, werd in de 16de eeuw een belangrijke handelsplaats van Kongo. Een gemeenschap van Portugezen vestigde zich daar en dreef handel in slaven, ivoor en koper. Uit een koninklijk onderzoek van Kongo in 1548 bleek dat jaarlijks tot 4.000 slaven via Mpinda naar de eilandkolonie São Tomé en vervolgens naar Brazilië werden vervoerd.
In de jaren 1580 blokkeerde koning Álvaro van Kongo soms de toegang tot Mpinda van personen die samenwerkten met de Portugese regering.
Begin jaren 1590 kreeg Miguel de titel van graaf toen koning Álvaro II van Kongo Europese adellijke titels invoerde. Hij steunde echter niet volledig de ambities van Álvaro, wat leidde tot een lange periode van aanzienlijke spanningen tussen Kongo en Soyo, en uiteindelijk tot de erkenning van Miguel als een min of meer onafhankelijke heerser.
Latere koningen draaiden deze onafhankelijkheid echter terug en bleven hun eigen kandidaten in Soyo plaatsen. In 1620 stierf Antonio da Silva, die hertog van Soyo was. De koning van Kongo viel het gebied binnen, doodde da Silva’s zoon en installeerde Pedro Afonso Nkanga a Mvika, die eerder markies van Wenbo was, als de nieuwe hertog van Soyo.
Paulo, die door koning Pedro II in Soyo werd geplaatst, diende een zeer lange ambtstermijn van 1626 tot 1641. Paulo, die verwant was aan koning Pedro II, steunde vaak diens familie en raakte daardoor betrokken bij de complexe burgeroorlogen die Kongo in de jaren 1620 en 1630 teisterden.

## Onafhankelijkheid

### Kongolese burgeroorlog
In 1641 werd Daniel da Silva de opvolger van Paulo en kwam hij onmiddellijk in conflict met de pas gekroonde koning Garcia II van Kongo, die hem wilde vervangen. Graaf Daniel verzette zich en beweerde dat de graven van Soyo het recht hadden om via verkiezing door hun eigen adellijke ondergeschikten te worden gekozen. Garcia probeerde Soyo door middel van oorlogen weer onder zijn controle te krijgen, maar zijn pogingen in 1641, 1643, 1645 en 1656 mislukten allemaal, vaak met zware verliezen. Dit kwam voornamelijk doordat de koninklijke legers de versterkte beboste gebieden van Soyo, met name Nfinda Ngula nabij de hoofdstad, niet konden aanvallen.
Naarmate Soyo steeds onafhankelijker werd, namen zijn heersers de titel Prins en later Grootprins van Soyo aan, in de late 17e en vroege 18e eeuw. Soyo speelde een actieve rol in de politiek van Kongo tijdens en na het bewind van Garcia II, vooral als verdedigers van de Kimpanzu-tak van de koninklijke familie. De graven van Soyo beschermden hen en boden hen onderdak, zoals in 1656, toen een samenzwering om Garcia af te zetten, georganiseerd door de zonen van Pedro II, mislukte.

#### Slag bij Kitombo
In 1670 probeerde de Portugese gouverneur Kongo, dat verwikkeld was in een burgeroorlog, over te nemen en viel Soyo binnen. Na een eerste overwinning werden de Portugese troepen echter verslagen en volledig verdreven door Soyo tijdens de Slag bij Kitombo, in Nfinda Ngula nabij de hoofdstad.
Begin jaren 1670 vonden er meerdere machtswisselingen plaats in Soyo. Estevão II da Silva werd in 1676 heerser en speelde vervolgens een grote rol als machtsbemiddelaar in het koninkrijk Kongo.
In de jaren 1680 voerde António II Baretto da Silva, de graaf van Soyo, oorlog tegen Kakongo en Ngoyo, de koninkrijken ten noorden van de Kongorivier.

## Integratie van Soyo
De formele integratie van Soyo in Portugees Angola vond plaats als onderdeel van het bredere proces van koloniale territoriale consolidatie in de 19e en vroege 20e eeuw. Tijdens de Wedloop om Afrika in de late 19e eeuw probeerden Europese mogendheden, waaronder Portugal, hun territoriale aanspraken te formaliseren. De Koloniale Conferentie van Berlijn erkende de Portugese aanspraken op gebieden in West-Centraal-Afrika, waaronder de regio Soyo. Dit leidde tot de vaststelling van gedefinieerde grenzen en de opname van Soyo in de kolonie Portugees Angola.
Koninkrijk Kongo ·
Koninkrijk Kakongo ·
Koninkrijk Soyo ·
Koninkrijk Loango ·
Sultanaat Utetera · 
Koninkrijk Yeke · 
Koninkrijk Boma · 
Mwene Muji · 
Lunda-rijk · 
Koninkrijk Kuba ·
Luba-rijk ·
Koninkrijk Kanyok ·
Koninkrijk Kalundwe ·
Koninkrijk Chokwe ·
Koninkrijk Teke ·
Koninkrijk Lele ·
Koninkrijk Suku ·
Koninkrijk Yaka ·
Koninkrijk Azende ·
Koninkrijk Mbunda ·
Koninkrijk Ngoyo ·
Koninkrijk Mbuun ·
Koninkrijk Bozanga ·
Koninkrijk Pende ·
Ngbandi staten ·
Nsapo-staten ·
Mongo-staten ·
Koninkrijk Vungu ·
Koninkrijk Ndongo ·
Geconfedereerde Staten van Mpemba ·
Zeven koninkrijken van Kongo dia Nlaza ·
Koninkrijk Mpemba Kasi ·
Koninkrijk Vunda ·
Koninkrijk Mbata ·
Koninkrijk Mpangala ·
Koninkrijk Nsundi ·
Koninkrijk Mpangu ·
Koninkrijk Kundi ·
Koninkrijk Okanga ·
Koninkrijk Matamba ·
Koninkrijk Kasanje ·
Stamstaat Mbwila